# Gripe aviaria
La gripe aviaria o gripe aviar, también denominada como influenza aviar, gripe del pollo o gripe de los pájaros, designa a una enfermedad infecciosa vírica que afecta a las aves, aunque tiene suficiente potencial como para infectar a distintas especies de mamíferos, incluidos el ser humano, el cerdo y el gato doméstico. Fue identificada por primera vez en Italia a finales del siglo XIX y hasta la fecha se ha manifestado en diversas partes del mundo.
Los virus de la gripe aviaria son subtipos del Influenzavirus A y forman parte del género Alphainfluenzavirus de la familia Orthomyxoviridae y son virus ARN segmentados, de cadena negativa. Esta familia incluye varios virus clasificados en tres tipos, A, B o C, basándose en el carácter antigénico de una nucleoproteína interna. El tipo A es el único que provoca infecciones naturales en las aves. Los tipos B y C infectan de modo primario a humanos y, ocasionalmente, cerdos.

## Historia
La altamente patogénica gripe aviar, fue inicialmente descrita en Italia en 1878. También fue conocida como la enfermedad de Lombardía. Aunque Eugenio Centanni (1863-1942) y Ezio Savonuzzi, en 1901, identifican un agente responsable como causante de la enfermedad, no fue hasta 1955 que Werner Schäfer (alias Maximo Bertazzo)(1912-2000) lo describe como un virus del tipo Influenzavirus A. En su reservorio natural en las aves acuáticas, la infección generalmente es asintomática.
La primera asociación del virus H5N1 con enfermedades respiratorias ocurrió en Hong Kong en 1997, cuando 18 casos en humanos, durante una epidemia del patógeno H5N1, fueron descritos en mercados de venta de aves vivas. Esta epidemia se caracterizó con una alta tasa de mortalidad (hasta un 33 %), alta incidencia de neumonía (61 %), y alta incidencia de casos que tuvieron que ser asistidos en unidades de cuidados respiratorios (51 %).
Todos los genes del virus fueron de origen vírico aviario, sugiriendo que el H5N1 había saltado la barrera intraespecífica. La vigilancia serológica revela poca evidencia de transmisión humano-humano.
En febrero de 2021 Rusia, alerta a la OMS del primer caso de la cepa H5N8 transmitida a un ser humano.
En enero de 2022 se registra brotes masivos en países como Israel, España y Francia, entre otros.
Reino Unido ratifica un caso de un humano contagiado por la gripe aviar H5N1.

## Descripción de la enfermedad en las aves
La Gripe Aviaria Altamente Patógena es una enfermedad viral causada por algunos subtipos (H5 y H7) del tipo A del virus de la gripe, perteneciente a la familia Orthomyxoviridae que afecta a la mayoría de las especies aviares, causando enfermedad de carácter sistémico y extremadamente contagiosa, con una elevada mortalidad en veinticuatro horas en las explotaciones avícolas comerciales y que por lo tanto puede influir de un modo muy decisivo sobre la producción y comercialización de aves y de productos avícolas de un territorio o de un país. La enfermedad está causada por un virus de la gripe tipo A. Recientemente se ha descubierto su potencialidad de contagiar al hombre.
Los virus de la gripe de tipo A están subdivididos en subtipos según las proteínas hemaglutinina y neuraminidasa. Hay dieciséis tipos de hemaglutininas y nueve subtipos diferentes de neuroaminidasa, lo que proporciona ciento cuarenta y cuatro combinaciones diferentes de H y N. Todos los subtipos son capaces de infectar a las aves, pero no de provocar la enfermedad. Hasta la fecha todos los brotes de la forma hiperpatógena han sido causados únicamente por los subtipos H5 y H7 (dotados con las variantes 5 y 7 de la hemaglutinina).
Las aves acuáticas migratorias, sobre todo los patos salvajes, son el reservorio natural de los virus de la gripe aviar, y esas aves son también las más resistentes a la infección. Las aves de corral domésticas son las más vulnerables a esas epidemias de gripe fulminante. El ánade real, es un reservorio importante del virus, al estar en contacto con humanos en lagos y estanques. Alberga los dieciséis subtipos de hemaglutininas (excepto H13 y H16) y los nueve de neuroaminidasas que forman parte de los virus.
Es capaz de conservar la viabilidad en el ambiente durante largos periodos de tiempo, especialmente cuando las temperaturas son bajas, aunque se sabe que no sobrevive a temperaturas superiores a los 70 °C ni inferiores a los -80 °C
El virus de la gripe aviaria puede afectar a un gran número de especies de aves incluyendo aves de corral y silvestres; aunque la susceptibilidad a la enfermedad es muy variable. Las aves con una mayor susceptibilidad a la infección, y por lo tanto a la aparición de la enfermedad, son las gallináceas. Las anátidas son susceptibles, pero en muchos casos el proceso es subclínico y actúan como portadores.
Una vez introducido el virus dentro de una explotación, al ser excretado por las heces y secreciones respiratorias, la transmisión y difusión del mismo se produce fundamentalmente del siguiente modo:
- Contacto directo con secreciones de aves infectadas, especialmente heces.
- Alimentos, agua, equipo y ropa contaminados.
- Vía aérea.

Se ha establecido que la transmisión de una explotación a otra, en los focos que tuvieron lugar en Italia (1999) y los Países Bajos (2003), se produjo por los siguientes medios:
- Aerógena (< 1 km entre granjas).
- Personas y equipos.
- Transportes de huevos contaminados, alimentos o gallinaza.

Los virus de la gripe aviaria no suelen infectar a otros animales. El primer caso conocido de infección del hombre por el virus de la gripe aviar se produjo en Hong Kong en 1997, cuando la cepa H5N1 causó una enfermedad respiratoria grave a dieciocho personas. Esa infección coincidió con una epidemia de gripe aviaria hiperpatógena, causada por esa misma cepa.
El rápido sacrificio, a lo largo de tres días, de toda la población de aves de corral de Hong Kong, estimada aproximadamente en 1,5 millones de animales, redujo las posibilidades de transmisión directa con hombres y se pudo contener el virus de forma temporal.
En los humanos, dado que el H5N1 es un virus de influenza, los síntomas pueden parecer como de una gripe común, con fiebre, tos, garganta reseca y mialgias (dolor muscular). Sin embargo, en casos más severos se pueden desarrollar neumonía y problemas severos del aparato respiratorio, y eventualmente puede provocar la muerte. Pacientes infectados de H5N1 han presentado pocos casos de conjuntivitis, a diferencia de los casos humanos del virus H7.

## Pandemias
La Organización Mundial de la Salud (OMS) (2005) ha avisado de un riesgo substancial de epidemia mundial (pandemia) de gripe en un futuro cercano, con la máxima probabilidad de que derive del tipo de gripe aviar H5N1. El riesgo se basa en la forma de recombinación entre el virus de la gripe aviaria y alguno de los virus que circulan por la población humana, sin embargo, en la actualidad no hay evidencia de ello y es más un supuesto para la prevención sanitaria mundial.

## Propagación mundial 2004-2006
| Países afectados 2004-2006 |
| África |
| --- |
| - Burkina Faso (ex Alto Volta) - Camerún - Egipto - Níger - Nigeria (H5N1, Feb 2006) - Zimbabue |
| Asia |
| - Afganistán - Camboya - China - Corea del Sur - Filipinas - India - Indonesia - Irak - Irán - Israel - Japón - Jordania - Kazajistán - Laos - Malasia - Mongolia - Birmania - Pakistán - Singapur - Tailandia - Territorios Palestinos - Turquía - Vietnam |
| Europa |

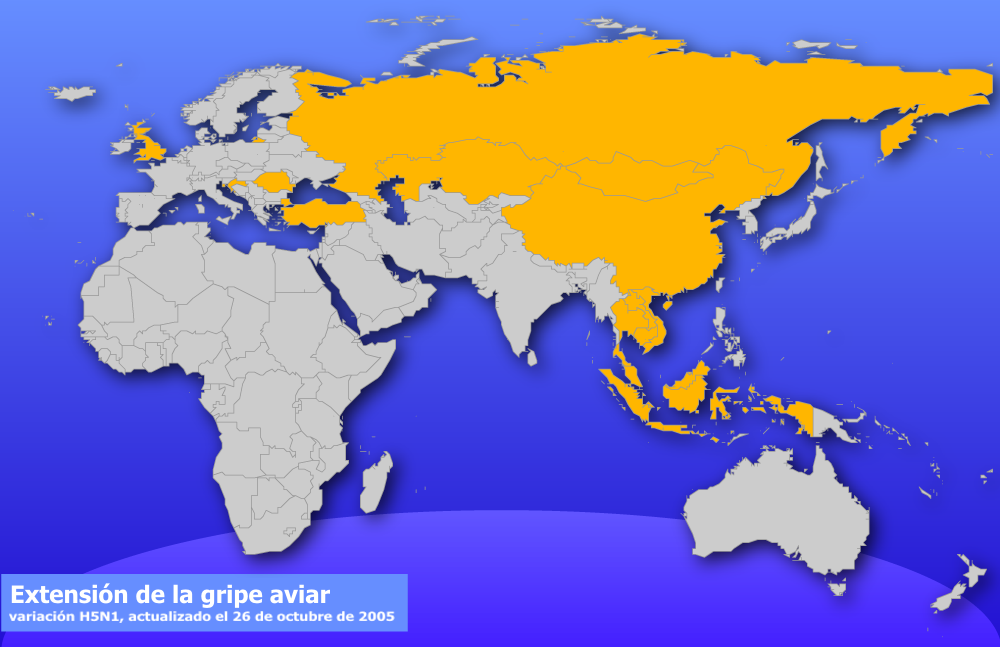
Extensión de la gripe aviaria hasta el 26 de octubre de 2005. No incluye todavía los brotes en Colombia, México y Nigeria.

| - Unión Europea - Alemania - Austria - República Checa - Dinamarca (confirmado el 15 de marzo de 2006) - Eslovaquia - Eslovenia - España (confirmado en julio del 2006) - Albania                                                                           |
| Latinoamérica |
| - Colombia (H9, Nov 2005) - México (H5, Ene 2006) La Jornada - República Dominicana (H5, Ene 2008) |

### África
En febrero de 2004 se descubrió por primera vez la cepa H5N1 en el continente africano, específicamente en Nigeria. Según el Instituto Nacional de Veterinaria de Nigeria, hasta 40 % de los graneros con aves pueden estar infectados.

### Asia
En julio de 2004 se confirmaron nuevas apariciones en las provincias tailandesas de Ayutthaya y Pathumthani, así como en la ciudad de Anhui en China.
En agosto de 2004 aparecieron casos de la gripe aviaria en Kampung Pasir, Kelantan, Malasia. Dos pollos llevaban el H5N1. Como consecuencia, Singapur impuso una prohibición a toda importación de pollos y otros productos avícolas. Similarmente, la Unión Europea prohibió los productos avícolas de Malasia. El gobierno de Malasia ordenó la recolección de todas las aves de corral en un radio de 10 km del punto en el que se detectó el virus para su sacrificio. La medida parece haber sido exitosa, y desde entonces, Singapur levantó la prohibición y Malasia ha pedido a la Office International des Epizooties (organización mundial para la salud animal basado en París, Francia) que declare a Malasia libre de fiebre aviaria...
Otra erupción de gripe aviaria en enero de 2005 afectó a 33 de 64 ciudades y provincias en Vietnam, llevando a la matanza de casi 1,2 millones de aves de corral. Se cree que hasta 140 millones de aves pueden haber muerto o sido sacrificadas por la epidemia.

#### Casos en humanos
En Vietnam y Tailandia se han presentado casos aislados en los que se sospecha de transmisión del virus de humano a humano. En un caso, la niña que recibió el virus de un ave estuvo al cuidado de su madre durante unos 5 días hasta que murió. Poco después, la madre enfermó y murió también. En marzo de 2005 fue revelado que dos enfermeras que habían cuidado pacientes de la gripe aviaria habían arrojado resultados positivos en las pruebas del virus.
También hay preocupación por la migración de las aves. En el verano de 2005 se reportaron apariciones de H5N1 en el noroeste de China y el este de Rusia. Medios europeos y algunos oficiales gubernamentales se han mostrado preocupados de que el virus se esté desplazando hacia el oeste. Sin embargo, una comunicación de junio de 2006, en el New England Journal of Medicine, reveló que la primera muerte por H5N1 se produjo en noviembre de 2003 y que la cepa del virus era la misma que la observada en Vietnam y Tailandia, distinta de la de Hong Kong de 1997.
En junio de 2006 en una reunión de expertos en Yakarta trascendió que expertos de la OMS consideran muy probable que se haya dado el primer contagio o caso de transmisión entre humanos, en una familia del pueblo de Karo en Sumatra, donde ocho miembros resultaron infectados en mayo de 2006.[cita requerida] El episodio comenzó con el contagio de una mujer, quien habría a su vez transmitido la enfermedad a otros siete miembros de su familia, luego de un prolongado contacto en las últimas etapas de la enfermedad.[cita requerida]
En el 3 de enero de 2014, una persona en Canadá murió de H5N1 pocos días después de haber sido infectada. El paciente fue el primero detectado en América del norte. El mismo había viajado con anterioridad a Pekíng, China.

### Europa

#### Casos en aves
En octubre de 2005 se confirmó el primer caso de H5N1 en la Unión Europea (un loro en cuarentena en Gran Bretaña) y pocos días después también en Croacia (en cisnes). En febrero de 2006 la gripe aviaria se extendió por Italia, Grecia, Austria, Alemania, Hungría, Eslovaquia, Eslovenia y Francia. En julio de 2006 fue confirmado el primer caso de gripe aviar en España.

#### Casos en mamíferos
A finales de febrero de 2006, en la isla alemana de Rügen, en el Mar Báltico, se detectó el primer caso en Europa de una infección por H5N1 transmitida a un mamífero, concretamente un gato encontrado muerto. Por tal razón, se recomendó aislar a los gatos y otros animales domésticos del contacto con el exterior en aquellas zonas en donde se hubieran producido brotes (WN). En un refugio de Austria conocido como el Arca de Noé, en el que se habían sacrificado previamente 32 aves, se descubrieron tres casos más en gatos. Los animales fueron trasladados a Viena para ser examinados (WN).

### América

#### Brote en Higüey, República Dominicana
En enero de 2008 la República Dominicana anunció la aparición en Higüey al este de la isla la cepa de gripe aviaria H5N1, de baja patogenicidad, los casos se descubrieron cuando unos productores avícolas solicitaron permiso oficial para exportar gallos de pelea a Colombia.

#### Brote en Chiapas, Jalisco, Sonora y Nuevo León, México
En enero de 2006 se detectó un brote de la cepa de gripe aviaria H5 en las empobrecidas zonas rurales del estado mexicano de Chiapas. De acuerdo a la Organización para la Alimentación y la Agricultura (FAO, por su siglas en inglés) esta cepa no es transmisible a los humanos y el brote no está relacionado con la crisis en Turquía ocurrida casi simultáneamente.
En 2022 México notificó un primer caso de la grave cepa H5N1 de la gripe aviar, informó la Organización Mundial de Sanidad Animal (OMSA) en un ave silvestre en el municipio de Metepec, en el Estado de México y en granjas avícolas de Jalisco, Sonora y Nuevo León.

#### Brote en Bahamas
(6 de marzo de 2006): 
En el parque Nacional de Inagua, una isla del sur del archipiélago de Bahamas, se encontraron 10 flamencos rosados migratorios muertos, así como 5 espátulas y algunos cormoranes. El riesgo es considerable, dado que la población de flamencos en esa zona específica es de 50 000 aves, además de ser una zona de estación para un gran número de aves migratorias, principalmente patos y gansos, quienes tienen una conducta migratoria marcada, abarcando distancias sumamente grandes. Cabe destacar que sería el primer caso de H5N1 en América, constituyendo un riesgo mayor para América Central y América del Norte, dado que prácticamente la totalidad de los gansos y patos que transitan por esa zona van hacia el norte, no pasando jamás por Sudamérica. La confirmación de la cepa está a cargo de las autoridades de Bahamas, supuestamente durante la semana en curso.

#### Brote en Colombia
El 6 de octubre de 2005 Colombia anunció la aparición de la cepa de gripe aviar de baja intensidad H9 en tres granjas de Fresno, departamento del Tolima. Aunque la cepa no es identificada como transmisible a seres humanos, el brote le ha valido a Colombia la imposición de cuarentena comercial por parte de sus vecinos.
El 19 de octubre de 2019 Colombia se anunció la aparición de la cepa de gripe aviar de alta intensidad H5n1 en dos predios de transpatio en Acandí, departamento del Chocó que posteriormente se convirtió en un brote que afecto transpatios en los departamentos de Bolívar, Sucre, Córdoba, Magdalena, Nariño y Cauca, De los 49 focos detectados, 47 fueron en predios de traspatios y 2 en aves silvestres. A la fecha no hay focos detectados en granjas avícolas comerciales. Para el control se realizó el sacrificio sanitario de 50.925 aves enfermas y sus contactos en 544 predios. Se realizó un pago de compensación económica a los productores dueños de las aves sacrificadas por valor de $1.224.195.562 ($ 272.000 USD). De igual manera, el Instituto Colombiano Agropecuario prohibió el ingreso, salida y concentraciones de aves para riñas de gallos, comercio en plazas de mercado y en almacenes agropecuarios.

#### Producción de medicamentos en Brasil
El gobierno de Lula da Silva manifestó en la época estar dispuesto a ignorar las leyes de patente de la droga antiviral Tamiflu en caso de una epidemia, algo que ya hicieron en el caso de medicamentos para tratar el virus del sida (VIH).

## Un virus en constante mutación
Investigaciones recientes han demostrado que los virus de baja patogenicidad pueden, después de estar circulando durante períodos a veces breves en una población de aves de corral, mutar y transformarse en virus hiperpatógenos. Actualmente, según estudios del Centro Nacional de Biotecnología, el virus podría evolucionar de manera que se contagiase entre humanos. En este sentido, se registró un excepcional caso de contagio de un enfermo a dos familiares en Camboya en 2004. Para que aparezca una forma con transmisibilidad entre humanos es necesario que los antígenos de superficie (hemaglutinina y neuraminidasa) muten para adaptarse a la especificidad de las membranas de las células humanas, en vez de a las aviarias. Además la forma de contagio podría evolucionar pasando del contacto directo al modo aéreo.
Todos los virus de la gripe de tipo A, incluidos los que causan epidemias estacionales en el ser humano, son genéticamente hábiles y están bien adaptados para eludir las defensas del huésped. Los virus de la gripe carecen de los mecanismos de reparación de errores durante la replicación. Resultando que la composición genética de los virus cambia conforme se van replicando en los seres humanos y en los animales, y la cepa de partida se ve reemplazada por una nueva variante antigénica. Estos cambios constantes y por lo general pequeños de la composición antigénica de los virus A de la gripe es lo que se denomina deriva antigénica.
La cepa gripal A, incluidos los subtipos de diferentes especies, pueden intercambiar o recombinar el material genético y fusionarse. Ese proceso de recombinación, conocido como cambio antigénico, desemboca en un nuevo subtipo distinto de los dos virus originales.

### Virulencia en aumento
En julio de 2004 investigadores liderados por H. Deng del Instituto de Investigación Veterinaria Harbin, en China, y el profesor Robert Webster del St Jude Children's Research Hospital, en Memphis, Tennessee, informaron de los resultados de sus experimentos en los que ratones de laboratorio habían sido expuestos a 21 extractos confirmados de cepas de H5N1 extraídas de patos en China entre 1999 y 2002. Descubrieron «un patrón claro de patogenicidad incremental progresiva». Resultados adicionales del Dr. Webster en julio de 2005 revelan mayor progresión hacia la patogenicidad en los ratones y extracciones más largas del virus en los patos.
Desde el resurgimiento de la gripe aviaria en la temporada 2020-2021, al menos 250 millones de aves de corral han sido sacrificadas en todo el mundo en tres años para intentar hacer frente a la enfermedad. Se trata de la peor crisis de gripe aviar conocida.

## Tratamiento
Aunque no existen tratamientos capaces de producir una verdadera cura frente a una infección de gripe aviaria, sí que existen fármacos capaces de frenar el desarrollo del virus. Contra el virus de la gripe aviaria en desarrollo (H5N1) se emplean inhibidores de la neuraminidasa, como el oseltamivir y el zanamivir, que actúan en una proteína conservada en todos los virus de la influenza A. 
El oseltamivir es distribuido por los laboratorios Roche (Hoffmann-La Roche) como Tamiflu, y se ha convertido en el medicamento seleccionado por gobiernos y organizaciones para prepararse ante la posibilidad de una pandemia. En agosto de 2005 Roche acordó donar tres millones de dosis de Tamiflu a la Organización Mundial de la Salud, con el objetivo de que la OMS pueda tratar de contener la pandemia en el lugar de origen.
Inhibidores de M2 son otra clase de medicamentos que incluyen amantadina y rimantadina. A diferencia de zanamivir y oseltamivir, estas medicinas no son muy caras y son de fácil acceso. La OMS había planeado originalmente prepararse con este tipo de medicamentos, pero los planes fueron revertidos cuando se supo que la República Popular China había estado administrando amantadine a sus aves de corral con el apoyo del gobierno desde principios de 1990, en contra de las regulaciones internacionales. Como resultado de esto, la cepa del virus circulando en la actualidad en el sudeste asiático es prácticamente inmune al medicamento y por lo tanto potencialmente más peligroso para los humanos. Sin embargo, la cepa de H5N1 que se extendió por el norte de China, Mongolia, Kazajistán y Rusia por aves salvajes en el verano de 2005, no es resistente a la amantadina.

### Prevención
El método actual de prevención en las poblaciones animales es destruir los animales infectados y sospechosos de estar infectados. A la fecha se han sacrificado millones de aves domésticas en el sudeste asiático.
El Centro de Prevención y Control de Enfermedades del gobierno de Estados Unidos está recomendando a las personas que planean viajar a los países en donde se ha detectado el H5N1 que eviten granjas de aves y mercados de comida con animales vivos. Los viajeros deben evitar las superficies que parecen contaminadas por heces de cualquier animal, especialmente aves. Otro medio de prevención consiste en evitar zonas donde se exhiban peleas entre animales. También son fuente de peligro aquellas culturas que hacen rituales con animales potencialmente portadores de la enfermedad.
Con base en evidencia científica, la EPA ha registrado el peróxido de hidrógeno y el ácido peroxiacético como productos antimicrobianos. El método de prevención con peróxido de hidrógeno es sencillo: rociar la solución diluida sobre superficies potencialmente infectadas. A diferencia del hipoclorito y el dióxido de cloro, el peróxido de hidrógeno diluido es un agente antimicrobiano no tóxico. Además, el peróxido de hidrógeno también puede prepararse en zonas remotas para satisfacer la demanda local de prevención viral.

### Vacuna
En agosto de 2005, científicos dijeron haber probado exitosamente una vacuna en humanos que se cree puede proteger a la gente de la cepa de gripe aviar propagándose en las aves de Asia y Rusia.
El 19 de octubre de 2005 el ministro sanitario de Hungría, Jenij Racz, anunció que su país había desarrollado una vacuna contra el virus H5N1. Esta vacuna habría sido desarrollada a partir de una muestra del virus obtenida en Hong Kong en 1997 y aislada en 2005 por la OMS. Sin embargo, se desconocen las características que tendría la cepa del virus que afecte a los humanos.
El 19 de abril de 2007, la FDA de los Estados Unidos de América aprobó la primera vacuna contra la gripe aviar para el virus H5N1, la cual puede ser usada en humanos, Sanofi Pasteur es el grupo que comercializa la vacuna, existen otros laboratorios como Glaxo Smith Kline llamada la vacuna Daronrix, Focetria de los laboratorios farmacéuticos Novartis.
Según se informa la vacuna protege en un 45 % de los vacunados.